# Farnas
Farnas (románul Sfăraș) falu Romániában Szilágy megyében.

## Fekvése
Bánffyhunyadtól északkeletre a vasútvonalhoz közel fekszik.

## Első említése
A 12. századi tizedjegyzék említi először. 1839-ben és 1863-ban Szferas, 1873-ban Szferázs, 1930-ban Sfărașu néven találjuk.

## Lakossága
1850-ben 365 főből 203 fő magyar, 4 fő zsidó, 2 fő cigány. 1992-ben 180 főre apadt lakosságából 111 fő román és 69 fő magyar. 
1850-ben 156 fő görögkatolikus, 8 fő római katolikus, 197 fő református 4 fő izraelita hitű. 
1992-ben 110 fő ortodox, 2 fő római katolikus, 67 fő református.

## Története
Árpád kori település, a 12. századig Adorján vár területe volt, majd királyi birtok, a Váradelőhegyi prépostság, majd a Szent Jób-apátság tulajdona volt. A 12. századig Bihar vármegyéhez tartozott. 13. századi Bécsi Kódex szerint már Mater Ecclesia, önálló egyháza volt. 
Eredeti lakói katolikusok voltak, akik a reformáció óta reformátusok.
A falu a trianoni békeszerződésig Kolozs vármegyéhez tartozott.

## Látnivaló
Mai református temploma valószínűleg a tatárjáráskor (1241) lerombolt Almásmonostor várának köveiből a 15. században, gótikus stílusban. Az 1703-1711-es Rákóczi-szabadságharcban megrongálódott épületet csak 1750-ben hozták helyre.
Ajtókereteit reneszánsz faragványok díszítik. A templomhajó és a nyolcszögletű szentély mennyezetét Gyalui Asztalos János és Umling Lőrinc fakazettái (kétfejű sas, pelikán, nap, bűnbeesés) díszítik, szószékét ugyancsak Umling készítette 1750-ben. A falba épített, 1510-ből való sírkő a Mátyás király elleni felkelés egyik vezéralakjának, Farnasi Veress Jánosnak állít emléket. A templom melletti harangláb két harangja közül a nagyobbik 1745-ből való.
A faluban található még a Szent-Iványi család 19. század eleji kastélya, melyet öregek otthonává alakítanak.

## Képgaléria

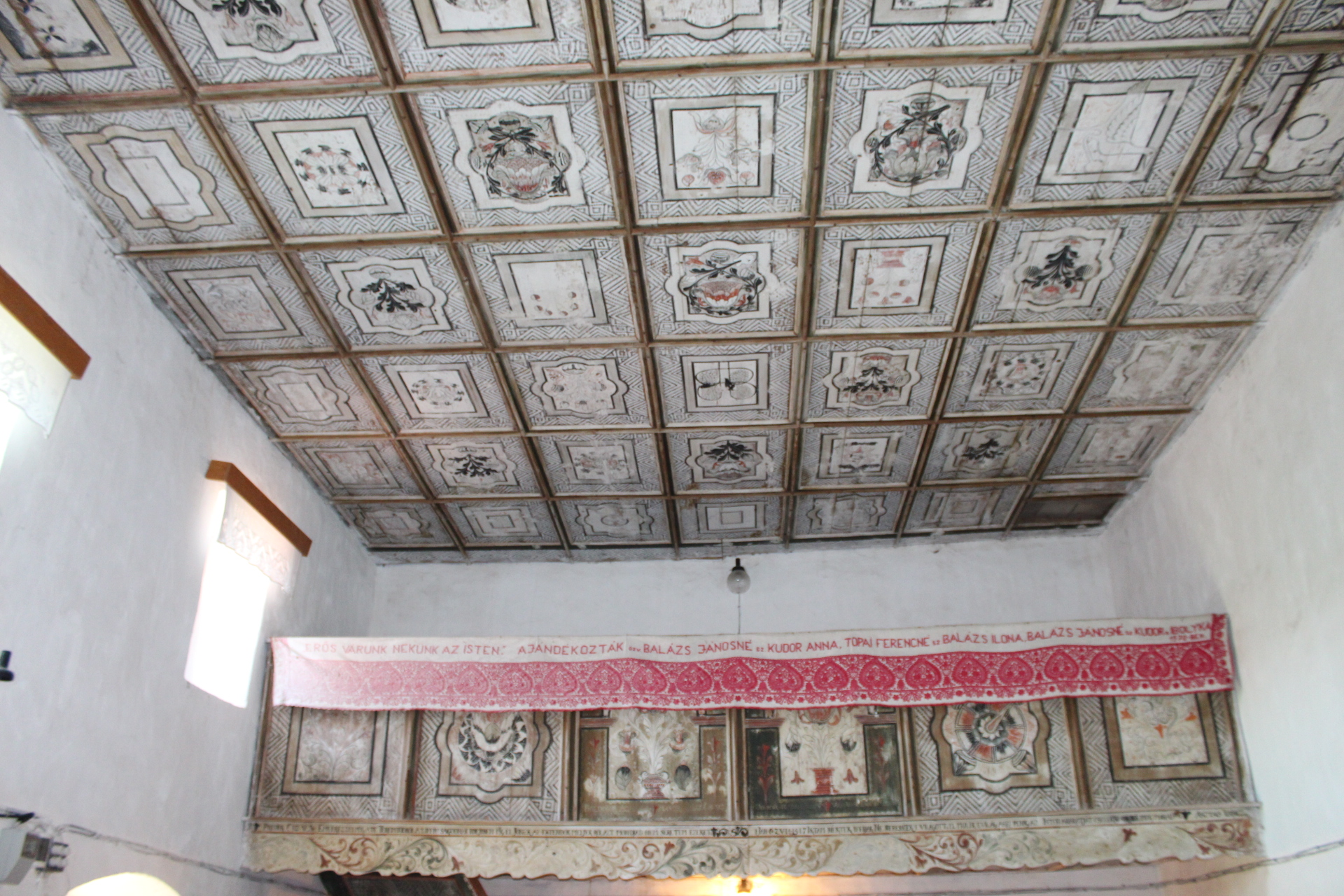
Gyalui Asztalos János és Umling Lőrinc fakazettái
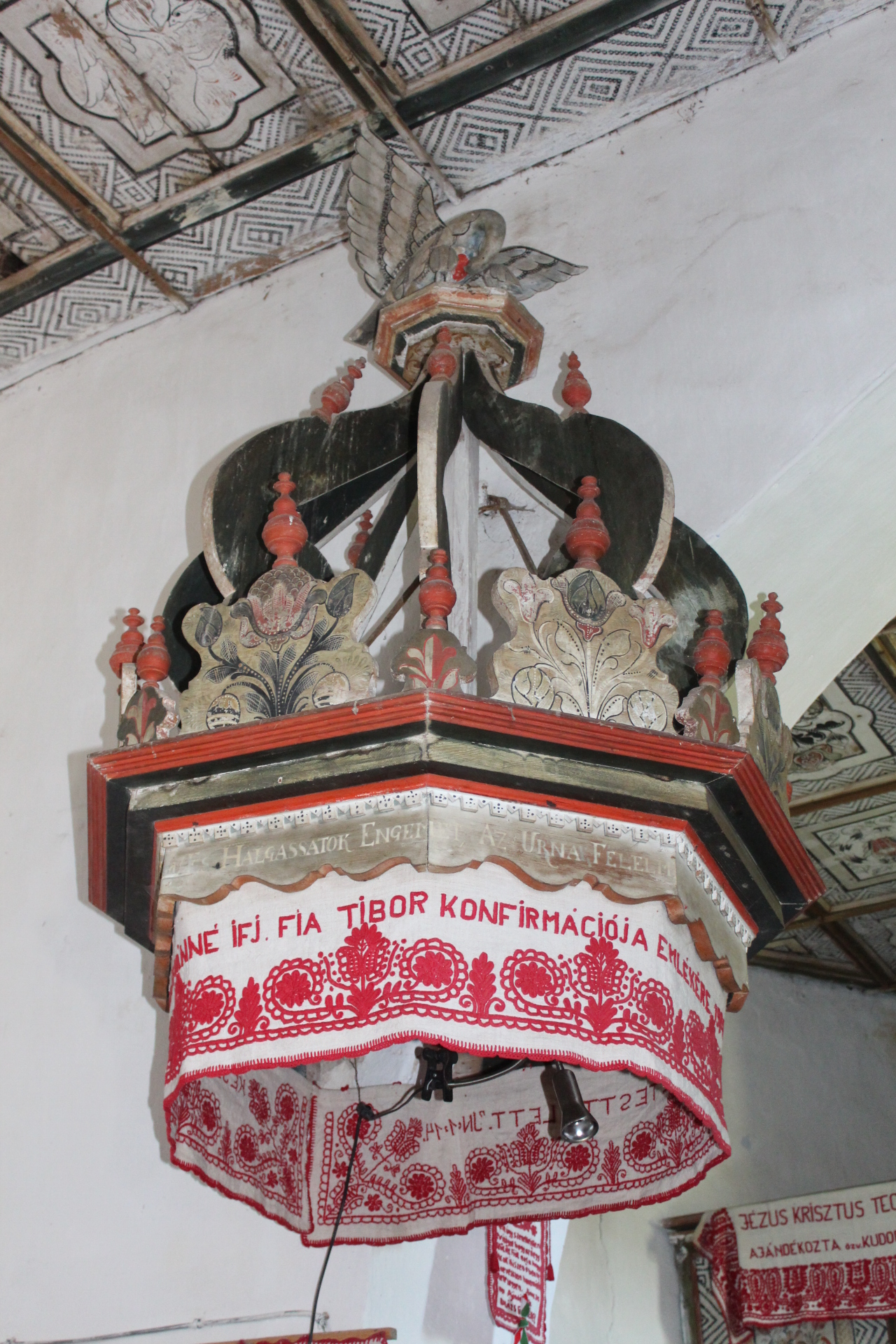
Umling Lőrinc 1750
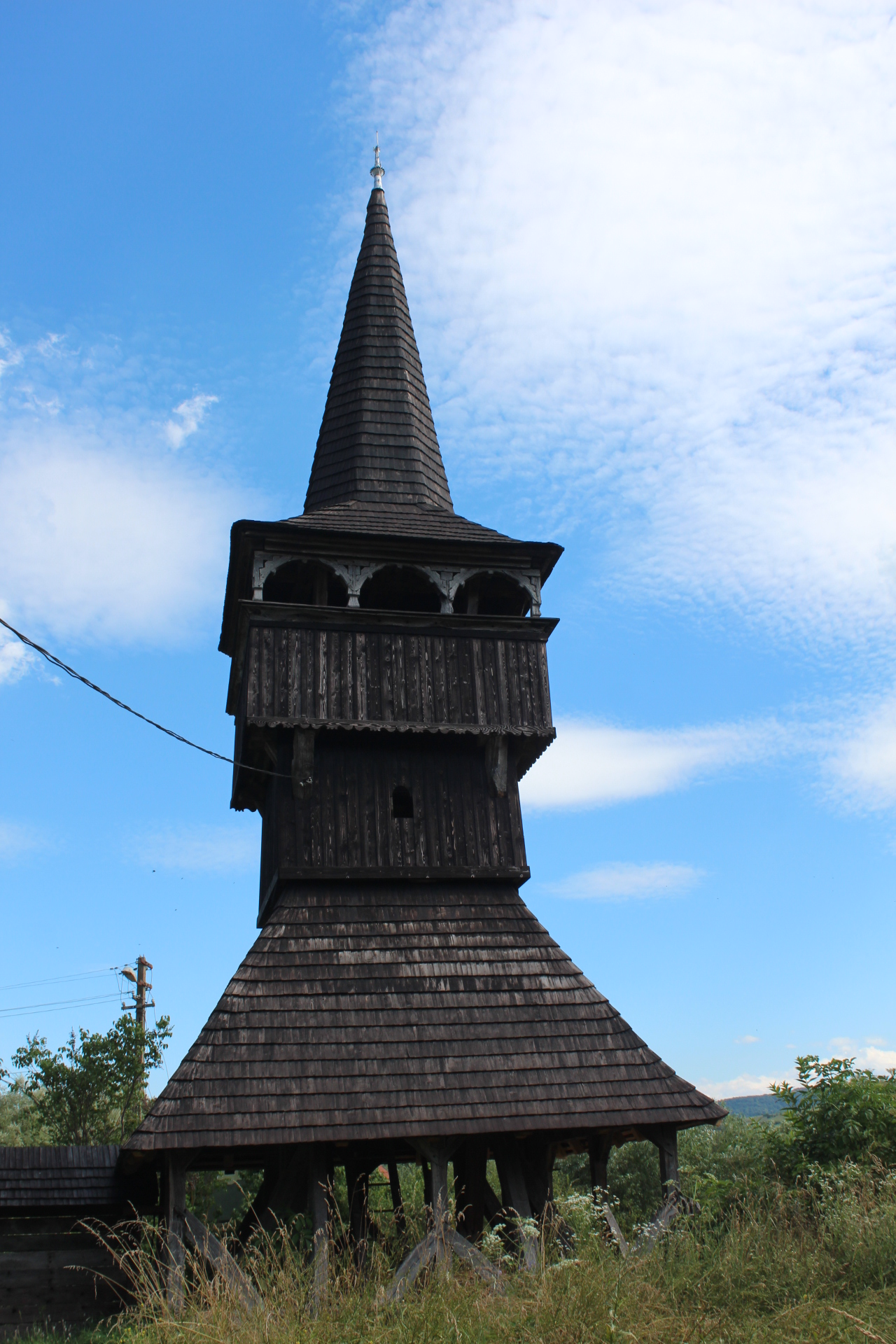
Harangláb
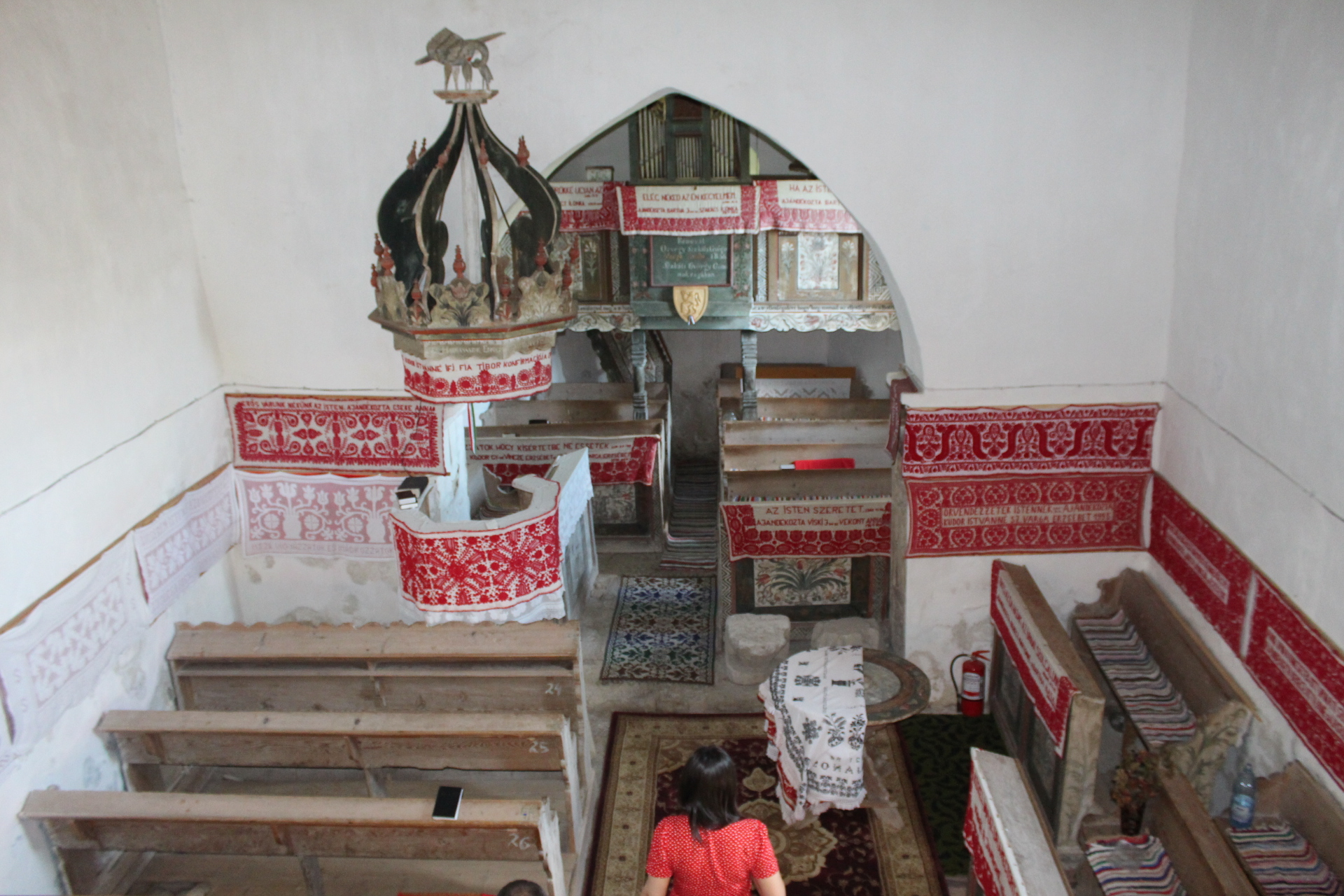
Templombelső

## Külső hivatkozások
- https://web.archive.org/web/20100210180326/http://kalotaszeg.mlap.hu/